# شارماني (كيبك)
شارماني (بالإنجليزية: Charlemagne, Quebec)‏ هي بلدة و بلدية محلية في كيبيك تقع في كندا في L'Assomption Regional County Municipality. يقدر عدد سكانها بـ 5,853 نسمة ومساحتها 2.30 كم2 .

## أعلام
- كارل كيندال
- سيلين ديون
- دانيال غوثير